# Tweez
Tweez is het debuut van de Amerikaanse band Slint. Het album kwam uit in september 1989 bij Touch and Go. Oorspronkelijk werd het album uitgebracht door onafhankelijk platenlabel Jennifer Hartman Records.
Alle nummers op het album zijn vernoemingen naar de namen of familie van de bandleden. "Rhoda", werd vernoemd naar Britt Walford's hond "Ron".
Op de cover van het album staat een foto van een Saab 900 Turbo. 

## Nummers
1. "Ron" – 1:55
2. "Nan Ding" – 1:47
3. "Carol" – 3:40
4. "Kent" – 5:48
5. "Charlotte" – 4:29
6. "Darlene" – 3:05
7. "Warren" – 2:32
8. "Pat" – 3:35
9. "Rhoda" – 2:56

## Aan dit album hebben meegewerkt
- David Pajo
- Brian McMahan
- Britt Walford
- Ethan Buckler
- Steve Albini
- Edgar Blossom
- Joe Oldham
- Lisa Owen